# Philipp Tolksdorf
Philipp Tolksdorf (* 16. Oktober 1995 in Henstedt-Ulzburg) ist ein deutscher Footballspieler.

## Laufbahn
Tolksdorf spielte bei den Norderstedt Beavers sowie den Norderstedt Mustangs und war Mitglied der Landesjugendauswahl Schleswig-Holsteins, ehe er zur Saison 2016 zu den Kiel Baltic Hurricanes in die höchste deutsche Spielklasse, die GFL, ging. 2017 wurde er ins Aufgebot der deutschen Nationalmannschaft für die World Games 2017 berufen und erhielt eine Silbermedaille. Anschließend wechselte er zum Football-Team  Tennessee Tech Golden Eagles an die Tennessee Technological University in die Vereinigten Staaten. Für deren Hochschulmannschaft stand der 1,96 Meter große, in der Offensive Line eingesetzte Tolksdorf erstmals Ende August 2018 auf dem Feld.